# Володимир Лазарєв (шахіст)
Володимир Лазарєв (рос. Владимир Лазарев; нар. 5 червня 1964, Саратов) – французький шахіст російського походження, гросмейстер від 2000 року. Дружина — французька (раніше латвійська) шахістка Анда Шафранска.

## Шахова кар'єра
1988 року виступив у фіналі командного чемпіонату СРСР. Після розпаду СРСР почав брати участь у міжнародних турнірах, досягнувши успіхів, зокрема, в таких містах, як:
- Алушта (1993, посів 1-ше місце),
- Верфен (1993, поділив 1-ше місце разом з Йозефом Клінгером, Володимиром Бурмакіним, Олегом Корнєєвим та Ігорем Лемпертом),
- Канни (1995, посів 1-ше місце),
- Нерето (1998, посів 1-ше місце),
- Сан-Бенедетто (1999, поділив 1-ше місце разом з Іваном Заєю),
- Будапешт (2000, турнір First Saturday FS06 GM, поділив 1-ше місце разом з Нгуєн Ань Зунгом),
- Катанія (2002, поділив 1-ше місце разом з Ігорем Наумкіним),
- Еврі (2003, посів 1-ше місце),
- Ніцца (2003, поділив 1-ше місце разом з Талем Абергелем),
- Сафра (2004, поділив 1-ше місце разом з Мануелем Пересом Канделаріо),
- Джоїоза-Мареа (2004, посів 1-ше місце),
- Позітано (2005, посів 2-ге місце позаду Даніелем Контіном),
- Марсі-л'Етуаль (2007, посів 1-ше місце).

Найвищий рейтинг Ело в кар'єрі мав станом на 1 квітня 2004 року, досягнувши 2536 очок займав тоді 76-те місце серед російських шахістів.

## Зміни рейтингу
| На цьому місці має відображатися графік чи діаграма, однак з технічних причин його відображення наразі вимкнено. Будь ласка, не видаляйте код, який викликає це повідомлення. Розробники вже працюють для того, щоби відновити штатне функціонування цього графіка або діаграми. | |
| | На цьому місці має відображатися графік чи діаграма, однак з технічних причин його відображення наразі вимкнено. Будь ласка, не видаляйте код, який викликає це повідомлення. Розробники вже працюють для того, щоби відновити штатне функціонування цього графіка або діаграми. |